# Hemaris saundersii
Hemaris saundersii is een vlinder uit de familie van de pijlstaarten (Sphingidae). De wetenschappelijke naam van de soort werd in 1856 als Sesia saundersii gepubliceerd door Francis Walker. De twee museumexemplaren waarop Walker de naam baseerde waren verzameld in het noorden van India.